# Генріх Шифф
Генріх Шифф (нім. Heinrich Schiff; 18 листопада 1951, Гмунден, Верхня Австрія — 23 грудня 2016, Відень) — австрійський віолончеліст і диригент.

## Біографія
З шести років навчався гри на фортеп'яно, в 10 років перейшов на віолончель. Займався у Віденській музичній академії у Тобіаса Кюне, потім удосконалював свою майстерність під керівництвом Андре Наварра. Концертує з 1973 року.
В репертуарі Шиффа-віолончеліста важливе місце займали Сюїти Баха (запис 2001 року здобув Grand Prix du Disque), концерти Дворжака і Шостаковича. Шифф також був першим виконавцем творів таких видатних сучасних композиторів, як Вітольд Лютославський, Ганс Вернер Генце, Ернст Кренек, Вольфганґ Рім.
З 1986 року виступав також як диригент — в цій своїй іпостасі він був учнем Ганса Сваровські. У 1990—1996 роках він очолював британський камерний оркестр «Північна симфонія», в 1996—2002 роках — камерний оркестр «Musikkollegium Winterthur» (в 1996-1999 роках — одночасно Копенгагенський філармонічний оркестр), а з 2005 року керував Віденським камерним оркестром.
Серед його учнів були Руді Спрінг, Готьє Капюсон, Річард Гарвуд і Наталі Клейн.